# 林恵理
恵理（えり 本名：林 恵理（はやし えり）、1994年2月15日 - ）は、日本のファッションモデル、女優。神奈川県生まれ、長野県上田市出身。Luce Management及びメーク株式会社所属。

## 略歴
- 長野県上田市立第一中学校→長野県上田東高等学校卒業[3]。
- 身長164cm、体重47kg、スリーサイズは80・57・84[4]　足のサイズ23.5cm
- 2010年 第35回ホリプロタレントスカウトキャラバンにて最終候補者に選ばれる。[5]一般人気投票では1位を獲得するも、惜しくもグランプリを逃す。その後、事務所シェリーズ・エンタテインメントに所属。
- 2012年 那須映画祭2012『FM88.00』にて映画初出演及び初主演。
- 地元、上田市の上田電鉄別所線存続支援キャラクター「北条まどか」イメージガールとして2012年12月より活動[6]。
- その他、高校時代に所属していた映像制作サークルにて出演した作品が2009年度映画甲子園自由作品部門において特選で入賞
- 2014年10月31日 シェリーズ・エンタテインメント退社
- その他、別所線存続イメージキャラクター北条まどかイメージガール及び信州上田観光大使を1年間の任期終了に伴い辞任。雑誌「ロードライダー」12月号（10月24日発売）で連載していたバイキングコーナーを卒業
- 2017年よりSBC 信越放送『ずくだせテレビ』リポーター
- 2019年6月20日、ルーチェマネジメント（Luce Management）所属に伴い、恵理に改名[7]

## 出演

### 映画
- FM88.00 - 主演

### テレビ
- ずくだせテレビ（信越放送） - リポーター
- SBCスペシャル（信越放送） - リポーター
- 信州湯けむり紀行（信越放送）
- ふるさとライブ（長野放送）
- 家電's Walker（BS11、2012年 - 2014年）
- 雷イチゴ。（とちぎテレビ） - レギュラー
- タイムスクープハンター（NHK）
- 県内キャンパス情報2012（とちぎテレビ） - 2012年7月22日

### テレビドラマ
- 水曜ミステリー9 さすらい署長 風間昭平10 - 権藤智子役（2013年7月17日、テレビ東京）
- さすらい署長風間昭平スペシャル　塩屋岬いわき殺人事件 - スタッフ役（2022年1月24日、テレビ東京）

### ラジオ
- ResortWInds ～from 軽井沢～ （エフエム軽井沢、2018年10月- 2019年3月31日）
- にちようび×ノーマル（エフエム軽井沢・ミュージックバード、2021年4月4日 - ）
- モーニングルーティーン (FMさくだいら 2021年4月7日-)
- ひろゆきの行先未定（エフエム軽井沢・YouTube•Podcastでも放送、2022年3月5日 .3月19日 ）　アシスタントMC

### CM
- テーブルマーク - えび五目炒飯
- スクウェア・エニックス - キングダムハーツ
- AOKI - AOKIフレッシャーズ×CamCam
- Hotto Motto - のり弁当
- ソニー損保 自動車保険 - 深夜の事故(電話交代)編　オペレーター役

### 広告
- キヤノン株式会社 - キヤノンEFレンズ
- 株式会社Kenko NDXフィルターWISE
- 学校法人土浦日本大学学園
- NTT
- しまむら

### 雑誌
- 地球丸 - 車中泊
- 長野美少女図鑑
- 学研パブリッシング - CAPA
- 学研パブリッシング - デジキャパ
- 日之出出版 - SEDA